# Olympische Winterspiele 2018/Freestyle-Skiing – Aerials (Frauen)
Der Aerials-Wettbewerb der Frauen bei den Olympischen Winterspielen 2018 fand vom 15. bis 16. Februar im Phoenix Snow Park statt.
Olympiasiegerin wurde die Belarussin Hanna Huskowa. Die beiden anderen Podiumsplätze gingen an Zhang Xin und Kong Fanyu, die beide für China starteten.

## Ergebnisse

### Qualifikation 1. Runde
15. Februar, 20:00 Uhr (Ortszeit), 12:00 Uhr (MEZ)
|  | Qualifikation für das Finale |

| Rang | Athletin                 | Land                             | Punkte |
| ---- | ------------------------ | -------------------------------- | ------ |
| 1    | Alexandra Orlowa         | Olympische Athleten aus Russland | 102,22 |
| 2    | Hanna Huskowa            | Belarus                          | 100,45 |
| 3    | Xu Mengtao               | China                            | 99,37  |
| 4    | Kristina Spiridonowa     | Olympische Athleten aus Russland | 97,64  |
| 5    | Danielle Scott           | Australien                       | 93,76  |
| 6    | Zhang Xin                | China                            | 90,24  |
| 7    | Kong Fanyu               | China                            | 89,77  |
| 8    | Ljubow Nikitina          | Olympische Athleten aus Russland | 88,83  |
| 9    | Madison Olsen            | Vereinigte Staaten               | 87,88  |
| 10   | Olha Poljuk              | Ukraine                          | 82,21  |
| 11   | Ashley Caldwell          | Vereinigte Staaten               | 81,81  |
| 12   | Schanbota Aldabergenowa  | Kasachstan                       | 81,07  |
| 13   | Yan Ting                 | China                            | 80,95  |
| 14   | Marschan Aqschigit       | Kasachstan                       | 79,17  |
| 15   | Ala Zuper                | Belarus                          | 77,90  |
| 16   | Catrine Lavallée         | Kanada                           | 73,08  |
| 17   | Kiley McKinnon           | Vereinigte Staaten               | 72,26  |
| 18   | Lydia Lassila            | Australien                       | 66,27  |
| 19   | Laura Peel               | Australien                       | 64,86  |
| 20   | Alina Gridnewa           | Olympische Athleten aus Russland | 60,16  |
| 21   | Aqmarschan Qalmursajewa  | Kasachstan                       | 58,58  |
| 22   | Samantha Wells           | Australien                       | 54,28  |
| 23   | Ajana Scholdas           | Kasachstan                       | 51,01  |
| 24   | Aljaksandra Ramanouskaja | Belarus                          | 38,85  |
| 25   | Kim Kyoung-eun           | Südkorea                         | 35,67  |

### Qualifikation 2. Runde
15. Februar, 20:45 Uhr (Ortszeit), 12:45 Uhr (MEZ)
|  | Qualifikation für das Finale |

| Rang | Athletin                 | Land                             | 1. Lauf | 2. Lauf | Bester Lauf |
| ---- | ------------------------ | -------------------------------- | ------- | ------- | ----------- |
| 1    | Ala Zuper                | Belarus                          | 77,90   | 99,37   | 99,37       |
| 2    | Kong Fanyu               | China                            | 89,77   | 95,17   | 95,17       |
| 3    | Laura Peel               | Australien                       | 64,86   | 89,46   | 89,46       |
| 4    | Ljubow Nikitina          | Olympische Athleten aus Russland | 88,83   | 84,24   | 88,83       |
| 5    | Kiley McKinnon           | Vereinigte Staaten               | 72,26   | 87,88   | 87,88       |
| 6    | Madison Olsen            | Vereinigte Staaten               | 87,88   | 80,04   | 87,88       |
| 7    | Schanbota Aldabergenowa  | Kasachstan                       | 81,07   | 85,36   | 85,36       |
| 8    | Aljaksandra Ramanouskaja | Belarus                          | 38,85   | 83,65   | 83,65       |
| 9    | Yan Ting                 | China                            | 80,95   | 82,94   | 82,94       |
| 10   | Olha Poljuk              | Ukraine                          | 82,21   | 55,50   | 82,21       |
| 11   | Ashley Caldwell          | Vereinigte Staaten               | 81,81   | 55,86   | 81,81       |
| 12   | Marschan Aqschigit       | Kasachstan                       | 79,17   | 70,20   | 79,17       |
| 13   | Catrine Lavallée         | Kanada                           | 73,08   | 71,34   | 73,08       |
| 14   | Lydia Lassila            | Australien                       | 66,27   | 63,45   | 66,27       |
| 15   | Alina Gridnewa           | Olympische Athleten aus Russland | 60,16   | 60,98   | 60,98       |
| 16   | Aqmarschan Qalmursajewa  | Kasachstan                       | 58,58   | 47,32   | 58,58       |
| 17   | Samantha Wells           | Australien                       | 54,28   | 58,27   | 58,27       |
| 18   | Ajana Scholdas           | Kasachstan                       | 51,01   | 57,98   | 57,98       |
| 19   | Kim Kyoung-eun           | Südkorea                         | 35,67   | 44,20   | 44,20       |

### Finale
16. Februar, 20:00 Uhr (Ortszeit), 12:00 Uhr (MEZ)
| Rang | Athletin             | Land                             | 1. Lauf | Rang | 2. Lauf       | Rang          | 3. Lauf       | Rang          |
| ---- | -------------------- | -------------------------------- | ------- | ---- | ------------- | ------------- | ------------- | ------------- |
| 1    | Hanna Huskowa        | Belarus                          | 94,15   | 1    | 85,05         | 4             | 96,14         | 1             |
| 2    | Zhang Xin            | China                            | 87,25   | 6    | 94,11         | 2             | 95,52         | 2             |
| 3    | Kong Fanyu           | China                            | 89,77   | 4    | 97,29         | 1             | 70,14         | 3             |
| 4    | Ala Zuper            | Belarus                          | 90,82   | 3    | 84,00         | 5             | 59,94         | 4             |
| 5    | Laura Peel           | Australien                       | 85,05   | 9    | 85,65         | 3             | 55,34         | 5             |
| 6    | Madison Olsen        | Vereinigte Staaten               | 85,36   | 8    | 83,23         | 6             | 47,23         | 6             |
| 7    | Ljubow Nikitina      | Olympische Athleten aus Russland | 85,68   | 7    | 80,01         | 7             | ausgeschieden | ausgeschieden |
| 8    | Alexandra Orlowa     | Olympische Athleten aus Russland | 89,28   | 5    | 61,25         | 8             | ausgeschieden | ausgeschieden |
| 9    | Xu Mengtao           | China                            | 91,00   | 2    | 59,25         | 9             | ausgeschieden | ausgeschieden |
| 10   | Kiley McKinnon       | Vereinigte Staaten               | 80,95   | 10   | ausgeschieden | ausgeschieden | ausgeschieden | ausgeschieden |
| 11   | Kristina Spiridonowa | Olympische Athleten aus Russland | 57,64   | 11   | ausgeschieden | ausgeschieden | ausgeschieden | ausgeschieden |
| 12   | Danielle Scott       | Australien                       | 57,01   | 12   | ausgeschieden | ausgeschieden | ausgeschieden | ausgeschieden |